# Olympia FC
Der Olympia FC, häufig nach seiner Herkunft auch als Olympia Dublin bezeichnet, war ein irischer Fußballverein aus dem Coombe-Viertel im Süden Dublins. Seine Heimspielstätte war die Bellevue Lodge.

## Geschichte
Der Olympia FC war Gründungsmitglied der in der Saison 1921/22 erstmals ausgetragenen League of Ireland, der er aber nur zwei Spielzeiten angehörte. Der Verein schloss die erste Saison mit der Bilanz von jeweils 5 Siegen und Niederlagen sowie 4 Remis bei einem Torverhältnis von 20:21 auf dem vierten Rang (von insgesamt acht Mannschaften) ab. In der zweiten Saison 1922/23 belegte Olympia mit der Bilanz von 2 Siegen, 7 Remis und 13 Niederlagen den elften (und somit vorletzten) Platz. Mit nur 13 Treffern stellte die Olympia-Sturmreihe den mit Abstand schlechtesten Angriff der Liga, während die Hintermannschaft mit 57 Gegentoren die stabilste Abwehrreihe der fünf Mannschaften unterhalb des siebten Tabellenplatzes bildete.

## Rivalität
Eine besonders ausgeprägte Rivalität bestand zum unmittelbaren Nachbarverein Jacobs Dublin, die stark durch soziale Gegensätze geprägt war. Denn während des von 1919 bis 1921 währenden Unabhängigkeitskrieges bestand die Mannschaft des Jacobs FC aus einigen ehemaligen britischen Soldaten, während bei Olympia aktive Freiwillige der IRA mitwirkten. Der Autor und Historiker Cian Manning beschrieb diese Rivalität mit folgenden Worten: „Often sport can shed light on the times we live in, and the fixture between these two Dublin clubs offered an eye-opening glimpse of Irish life in turbulent 1920.“ (Oft kann der Sport Aufschluss über die Zeit geben, in der wir leben, und die Begegnung zwischen diesen beiden Dubliner Vereinen bot einen tiefen Einblick in das irische Leben des turbulenten Jahres 1920.)

## Spieler
- Dermot Doyle